# Trachycosmus cockatoo
Trachycosmus cockatoo là một loài nhện trong họ Trochanteriidae. Loài này phân bố ở Victoria.